# Labs2
Labs2 är en svensk företagskoncern inom informationsteknik som var noterad på First North-börsen fram tills 2011. Företaget arbetar främst med helhetslösningar för stadsnät där man erbjuder tjänsteinfrastrukturen Brikks för såväl affärssystem som för TV, film och musik. Verkställande direktör för Labs2 är Jonas Birgersson. 
Grunden till Labs2 lades när Framfab Labs bildades 2000, som ett bolag under Framfab. Framfab Labs köptes upp av Dawn Investment AB 2001 och fick då det nuvarande namnet, Labs2. Företaget har anläggningar i Stockholm, Oslo samt huvudkontor i Lund.

## Konflikten med Bredband2
I februari 2009 blossade det upp en konflikt mellan Labs2 och dess största kund Bredband2 som sa upp avtalet med motiveringen att Labs2 inte levererat vad de lovat, och där Labs2 stämt Bredband2 på 60 miljoner med hänvisning till avtalsbrott från Bredband2:s sida. Detta resulterade i att Labs2 bestämde sig för att göra en nyemission på 20 miljoner kronor.

## Konkursen
Efter många år av förlust försattes dotterbolaget Labs2 i Lund AB i konkurs vid Lunds Tingsrätt den 25 november 2011. Holdingbolaget, Labs2 Group AB, omfattas inte av konkursen. 2016 års resultat påvisar ett enormt oförklarat omsättningsfall från 2015 (170 tkr gentemot 5 800 tkr) .